# Santa subito (singolo)
Santa subito è un singolo della cantautrice italiana Chiamamifaro, in collaborazione con la cantautrice italiana Asteria, pubblicato il 23 giugno 2023 come secondo estratto dal secondo EP Default.

## Descrizione
Il brano è scritto da entrambe le artiste con Riccardo Zanotti, che ha anche curato la produzione con Marco Paganelli, in arte Paga.

## Tracce
Testi di Angelica Cristina Gori, Anita Ferrari e Riccardo Zanotti, musiche di Angelica Cristina Gori, Marco Paganelli e Riccardo Zanotti.
1. Santa subito (feat. Asteria) – 3:06